# Goana după meteor
Goana după meteor (La Chasse au météore) este un roman scris de Jules Verne. Romanul a fost scris în 1901, dar a fost publicat în 1908, după moartea autorului, fiind unul dintre cele 7 romane postume care au fost modificate semnificativ de fiul romancierului, Michel Verne.

## Intriga
În orașul Whaston, situat în Virginia, Statele Unite ale Americii, pe malul drept al râului Potomac, astronomul amator Dean Forsyth trăiește împreună cu menajera sa, Mitz și cu nepotul său, Francis Gordon, care este îndrăgostit de Jenny Hudelson, fiica medicului Sydney Hudelson. Într-o zi, Forsyth descoperă un meteorit nou cu ajutorul asistentului său, Omikron și scrie despre acest lucru observatorului din Pittsburg, Pennsylvania. La rândul său, Hudelson descoperă și el meteorul, despre care scrie observatorului din Cincinnati, Ohio.
Prin intermediul presei, în mijlocul populației se răspândește teama căderii pe pământ a meteorului. Forsyth și Hudelson susțin fiecare că ar fi descoperitorul corpului ceresc, despre care astronomii demonstrează că este fi din aur pur. Acest lucru îl determină pe francezul Zéphyrin Xirdal să construiascăe un aparat cu care atrage meteorul spre un teren cumpărat împreună cu unchiul său, bancherul Robert Lecœur, în vecinătatea localității Upernavik din Groenlanda.
Nave americane, britanice, franceze, germane, japoneze, daneze, italiene, spaniole, argentiniene și olandeze pornesc spre Groenlanda, cu scopul de a pune mâna pe prețiosul meteor în numele guvernului țării de care aparțin. Conflictul mondial este evitat în ultima clipă, meteorul incandescent alunecând în apă, unde explodează. Forsyth și Hudelson se împacă în cele din urmă, consimțind la căsătoria dintre Francisc Gordon și Jenny.

### Capitolele cărții
- I - În care judecătorul John Proth îndeplinește una din cele mai plăcute îndatoriri ale funcției sale înainte de a se reîntoarce în grădină
- II - Care îl introduce pe cititor în casa lui Dean Forsyth și îi face cunoștință cu nepotui său, Francis Gordon, și cu bona lui, Mitz
- III - În care este vorba despre doctorul Sydney Hudelson, despre soția sa, doamna Flora Hudelson, și despre domnișoarele Jenny și Loo, cele două fiice ale lor
- IV - Cum două scrisori trimise, una la Observatorul din Pittsburgh, alta la observatorul din Cincinnati, au fost clasate la dosarul bolizilor
- V - În care, deși au cercetat cu toată râvna, domnul Dean Forsyth și doctorul Hudelson nu află decât din ziare vești despre meteorul lor
- VI - Care cuprinde unele variații mai mult sau mai puțin fanteziste despre meteori în general, și în special despre bolidul a cărui descoperire și-o dispută domnii Forsyth și Hudelson
- VII - În care o vom vedea pe doamna Hudelson adânc mâhnită de atitudinea doctorului și o vom auzi pe Mitz certându-și stăpânul cu toată asprimea
- VIII - În care polemicile presei agravează situația, și care se termină printr-o constatare sigură pe cât de neașteptată
- IX - În care ziarele, publicul, Dean Forsyth și doctorul Hudelson fac o orgie de matematici
- X - În care lui Zéphyrin Xirdal îi vine o idee, ba chiar două
- XI - În care Dean Forsyth și doctorul Hudelson încearcă o puternică emoție
- XII - În care o vedem pe doamna Arcadia Stanfort așteptând la rândul ei, cu vie nerăbdare, și în care domnul John Proth se declară incompetent
- XIII - În care, după cum a prevăzut judecătorul Proth, se vede ivindu-se un al treilea concurent, urmat de un al patrulea
- XIV - În care văduva Thibault, amestecându-se prostește în cele mai superioare probleme de mecanică cerească, îi pricinuiește mari griji bancherului Robert Lecœur
- XV - În care J.B.K. Lowenthal îl arată pe câștigătorul lozului cel mare
- XVI -  În care se vede cum o mulțime de curioși folosesc prilejul de a merge în Groenlanda ca să asiste la căderea extraordinarului meteor
- XVII - În care minunatul bolid și un pasager de pe "Mozik" întâlnesc unul globul pământesc, celălalt, un pasager de pe "Oregon"
- XVIII - În care, pentru a ajunge la bolid, domnul de Schnack și numeroșii săi complici comit delicte de încălcare a proprietății și de spargere
- XIX - În care lui Zéphyrin Xirdal îi devine din ce în ce mai nesuferit bolidul, și cele ce mai urmează
- XX - Care poate fi citit cu regret, dar pe care respectul față de adevărul istoric l-a silit pe autor să-l scrie așa cum îl vor înregistra într-o bună zi analele astronomice
- XXI - Ultimul capitol, care cuprinde epilogul acestei povestiri și în care cel din urmă cuvânt îl are domnul John Proth, judecător la Whaston[1].Acesta a fost descrierea capitolelor din seria Jules Verne "Indilele negre Goana după meteor "

## Modificările aduse de Michel Verne
Romanul a fost scris în anul 1901, după moartea editorului Hetzel, ceea ce face să îi lipsească entuziasmul prezent în Călătoriile extraordinare. El conține o serie de erori, una dintre ele fiind aceea că autorul uită de schimbarea anotimpurilor, și a fost modificat ulterior de fiul său, Michel Verne. Printre modificările făcute de el se numără:
- extinderea romanului de la 17 la 21 de capitole
- crearea lui Zéphyrin Xirdal, care dă savoare operei
- dezvoltarea personajului Mitz, care devine dintr-un personaj circumstanțial unul important

## Teme abordate în cadrul romanului
- Critica orgoliului și a cupidității (temă prezentă și în alte opere, cum sunt Vulcanul de aur sau Uimitoarele peripeții ale jupânului Antifer)
- Auto-parodia, Jules Verne calificându-se drept scriitorul francez care s-ar putea să aibă un pic cam multă imaginație
- Povestea de iubire dintre tineri, temă omniprezentă în romanele verniene
- Știința genială și bizară, reprezentată de Zéphyrin Xirdal, o altă constantă a operelor lui Jules Verne

## Lista personajelor
- Dean Forsyth - astronom amator, unul dintre cei doi descoperitori ai meteorului
- Francis Gordon - nepotul d-lui Forsyth, îndrăgostit de Jenny Hudelson
- Mitz - menajera d-lui Forsyth
- Sydney Hudelson - doctor, celălalt descoperitor al meteorului
- Flora Hudelson - soția doctorului
- Jenny Hudelson - fiica celor doi, îndrăgostită de Francis Gordon
- Loo Hudelson - cealaltă fiică a doctorului și a soției sale
- Zéphyrin Xirdal - tânăr francez care trăiește de pe urma averii rămase moștenire de la părinții săi și care descoperă un mod ingenios de a pune mâna pe aurul meteorului
- Robert Lecœur - bancher, unchiul lui Xirdal, care îl susține în inițiativa sa
- Doamna Thibaut - văduvă, fostă măcelăreasă, menajeră în casa lui Xirdal
- John Proth - judecător în Whaston
- Seth Stanfort - iubitul Arcadiei Walker, de care se căsătorește și se desparte de mai multe ori pe parcursul cărții
- Arcadia Walker - iubita lui Seth Stanfort
- J.B.K. Lowenthal - director al Observatorului din Boston
- Domnul de Schnack - om lipsit de scrupule, pretendent la averea pe care o promite aurul meteorului
- Tom Wife - ajutorul domnului Dean Forsyth, cunoscut în carte sub numele de Omicron

## Adaptări
În 1966 a fost realizată ecranizarea La chasse au météore, în regia lui Lazare Iglesis, cu Bernard Lajarigge în rolul lui Dean Forsyth, François Maistre în rolul lui Sidney Hudelson și Philippe Avron în cel al lui Zéphyrin Xirdal.

## Traduceri în limba română
- 1943 - Bolidul de aur, Ed. Cugetarea, traducere Jean Popescu Hârșova, 132 pag.
- 1963 - Goana după meteor, Ed. Tineretului, Colecția SF, 230 pag.
- 1979 - Indiile negre. Goana după meteor, Ed. Ion Creangă, Colecția „Jules Verne”, nr. 19, traducere Ecaterina Micu, 300 pag.
- 1995 - Întâmplări neobișnuite. Goana după meteor, Ed. Nemira, traducere Gellu Naum și Anghel Ghițulescu, 316 pag., ISBN 978-973-569-099-1
- 2001 - Goana după meteor, Ed. Corint, traducere Traian Fințescu, 192 pag., ISBN 973-653-190-2
- 2009 - O călătorie spre centrul Pământului. Goana după meteor, Ed. Adevărul, Colecția ”Biblioteca Adevărul”, nr. 40, traducere Doina Oprița, 430 pag.
- 2009 - Goana după meteor, Ed. Maxim Bit, 160 pag., ISBN 978-973-8976-61-0
- 2010 - Indiile negre. Goana după meteor, Ed. Adevărul, Colecția "Jules Verne", vol. 19, traducere Aurelia-Mihaela Hapaleți și Gellu Naum, 400 pag., ISBN 978-606-539-155-0

## Vezi și
- Meteoritul de aur de Octavian Sava